# Puro cashmere
Puro cashmere  è un film del 1986 diretto da Biagio Proietti.

## Trama
È il compleanno di Manrica e viene a trovarla il suo ex innamorato Giuliano, pur sapendo di incontrarvi il nuovo amante Jody, un suo amico. A questa festa Giuliano conosce Liliana e se ne innamora, anche se la ragazza macchia per sbadataggine lo splendido pullover di "puro cashmere" a cui il giovanotto tiene in modo particolare. Penserà lei a farlo lavare e a riportarlo, ma per un po' Giuliano perde sia il pullover che la misteriosa ragazza.
Ma lui è cocciuto e la cerca, dopo aver identificato per puro caso il suo capo di abbigliamento in una tintoria, con spillato sopra un cognome ignoto: Appignani. L'Appignani che Giuliano contatta è però un losco trafficante e, da quel momento, lo sfortunato maestro si trova coinvolto in strane vicissitudini e perseguitato da scagnozzi pericolosi. Nel frattempo anche Liliana è incolpevolmente invischiata in un pasticcio, organizzato da un gruppo di gente sbrigativa e disonesta, capeggiata da Jody, che si occupa di totonero intrallazzando con partite truccate.
Giuliano, rientrato intanto in possesso del suo pullover, si trova ad operare come fotografo proprio vicino ai pali del portiere di una grande squadra di calcio spagnola, durante una partita truccata. La vicenda si conclude con la sconfitta della banda e amore garantito e tranquillo per Liliana e Giuliano.

## Distribuzione
La pellicola uscì nelle sale cinematografiche a novembre 1986.